# 等温滴定カロリメトリー
等温滴定カロリメトリー（とうおんてきていカロリメトリー、英: isothermal titration calorimetry、略称: ITC）は、溶液中での相互作用の熱力学的パラメータを決定するために利用される物理的技術である。等温滴定型熱量測定とも呼ばれ、低分子（薬剤など）の高分子（タンパク質やDNAなど）への結合の研究に最もよく利用される。測定装置は、断熱ジャケット内の2つのセルから構成される。研究対象の化合物は試料セルに入れられ、他方のセル（参照セル 、reference cell）はコントロールとして用いられ、水もしくは試料の溶解に用いた緩衝液を含む。

## 熱力学的測定

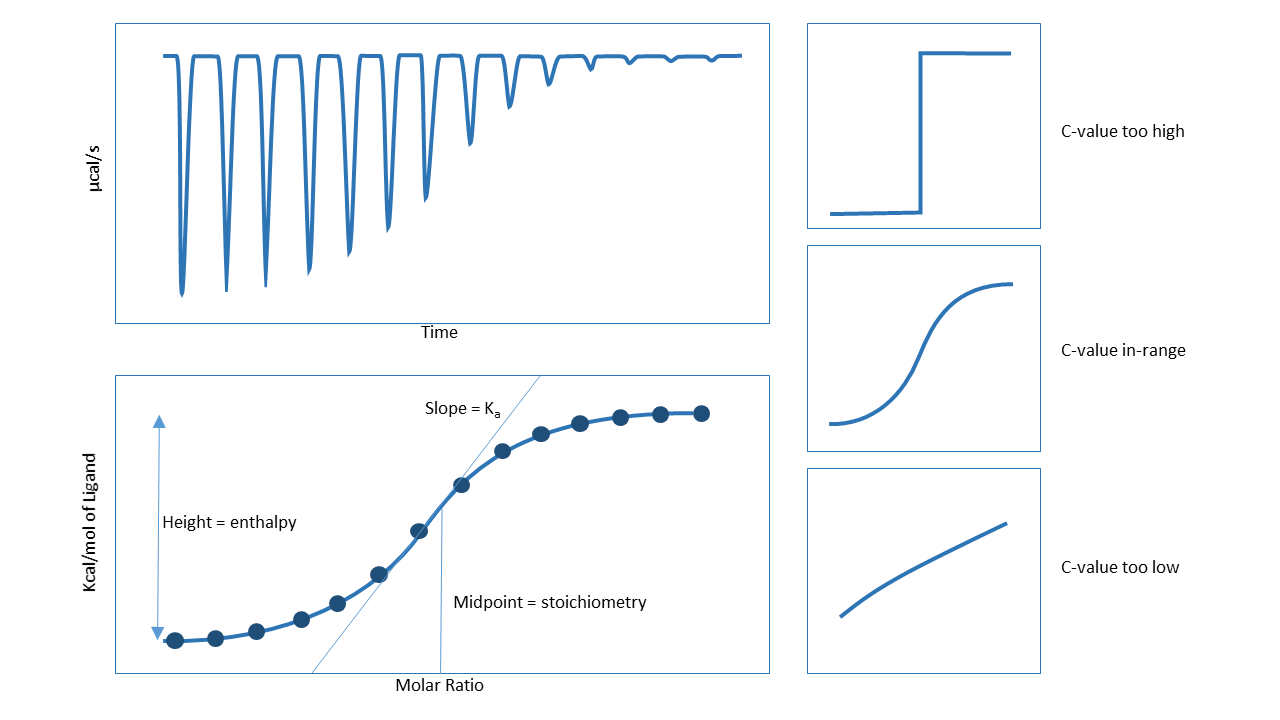
ITCサーモグラム

ITCは、溶液中での2つ以上の分子間の相互作用について、その結合定数（{\displaystyle K_{a}}）、エンタルピー変化（{\displaystyle \Delta H}）、結合量論比（{\displaystyle n}）を決定することができる定量的手法である。測定結果から、次の関係式を用いてギブズ自由エネルギー変化（{\displaystyle \Delta G}）およびエントロピー変化（{\displaystyle \Delta S}）を決定することができる: 
{\displaystyle \Delta G=-RT\ln {K_{a}}=\Delta H-T\Delta S}
（{\displaystyle R}は気体定数、{\displaystyle T}は絶対温度）。
結合親和性の正確な測定のためには、サーモグラムの曲線はシグモイドでなければならない。曲線のプロファイルはc値によって決定される。c値は以下の方程式を用いて計算される。
{\displaystyle c=n*Ka*M}
上式において、{\displaystyle n}は結合の化学量論比、{\displaystyle K_{a}}は結合定数、{\displaystyle M}はセル中の分子の濃度である。

## 装置
等温滴定型熱量計は、ハステロイ合金や金など、熱伝導率が高く化学的に不活性な素材で作られた2つの同一なセルが断熱ジャケットに包まれた構造となっている。高感度の熱電対回路によって、緩衝液または水で満たされた参照セルと高分子を含む試料セルの間の温度差が検出される。リガンドの添加に先立って、一定の電力（<1 mW）が参照セルに加えられる。これによってフィードバック回路が起動し、試料セルのヒーターが起動する。実験を通じてリガンドは一定量ずつ試料セル中へ滴定され、リガンドと高分子の反応によって熱が奪われるか、もしくは発生する。試料セルと参照セルを等温に維持するために必要となる電力の時間経過が測定される。 
発熱反応では、リガンドの添加に伴って試料セルの温度が上昇する。これによって、2つのセルを等温に維持するために試料セルへ加えられるフィードバック電力は低下する。吸熱反応では逆が起こり、フィードバック回路の入力は増大する。

典型的なITC実験のデータプロット。横軸は時間、縦軸は入力熱量のベース値からの差を表している。

測定においては、参照セルと試料セルを同一の温度に維持するために必要となる入力の時間経過がプロットされる。その結果、実験の生データは熱の流れの一連のスパイクからなり、各スパイクが1回のリガンド注入に対応する。これらの熱の流れのスパイクを時間積分することで、1回の注入あたりに交換された熱の総量が得られる。これらの熱効果のパターンをリガンド濃度/高分子濃度のモル比の関数として分析することで、相互作用の熱力学的パラメータが得られる。試料セル中に気泡が存在すると異常なデータがプロットされる可能性があるため、良い測定結果を得るためには試料の脱気がしばしば必要となる。すべての実験はコンピュータ制御の下で行われる。

## 創薬における利用
ITCは、リガンドのタンパク質に対する結合定数を決定するために利用される最新技術の1つである。典型的には、ハイスループットスクリーニングの2次スクリーニングとして利用される。ITCは結合定数が得られるだけでなく、結合の熱力学的パラメータも得られる点で特に有用である。これらの熱力学的な特性をもとに、化合物のさらなる最適化が可能となる。